# New Zealand Football Championship 2018/19
Die New Zealand Football Championship 2018/19 (aus Sponsorengründen ISPS Handa Premiership 2018/19) war die fünfzehnte Spielzeit der höchsten neuseeländischen Spielklasse im Fußball der Männer.

## Modus
Zunächst spielten alle Mannschaften in einer aus zehn Mannschaften bestehenden Liga in Hin- und Rückrunde gegeneinander, sodass jedes Team 18 Spiele bestritt. Die ersten vier Mannschaften nach der Vorrunde qualifizierten sich für die Meisterschafts-Play-offs, die aus zwei Halbfinalen und einem Finale bestand.

## Vorrunde

### Abschlusstabelle
| Pl.             | Verein                | Sp. | S  | U | N  | Tore    | Diff. | Punkte |
| --------------- | --------------------- | --- | -- | - | -- | ------- | ----- | ------ |
| 1.              | Auckland City FC (M)  | 18  | 17 | 1 | 0  | 046:180 | +28   | 52     |
| 2.              | Eastern Suburbs AFC   | 18  | 13 | 1 | 4  | 053:160 | +37   | 40     |
| 3.              | Canterbury United     | 18  | 10 | 4 | 4  | 034:290 | +5    | 34     |
| 4.              | Team Wellington       | 18  | 10 | 4 | 4  | 043:250 | +18   | 34     |
| 5.              | Southern United       | 18  | 6  | 5 | 7  | 024:300 | −6    | 23     |
| 6.              | Hamilton Wanderers    | 18  | 5  | 2 | 11 | 034:440 | −10   | 17     |
| 7.              | Hawke’s Bay United    | 18  | 4  | 5 | 9  | 038:550 | −17   | 17     |
| 8.              | Tasman United         | 18  | 3  | 5 | 10 | 022:360 | −14   | 14     |
| 9.              | Waitakere United      | 18  | 4  | 1 | 13 | 029:460 | −17   | 13     |
| 10.             | Wellington Phoenix II | 18  | 3  | 2 | 13 | 022:460 | −24   | 11     |
| Stand: Endstand |                       |     |    |   |    |         |       |        |

| (M) | amtierender neuseeländischer Meister |

## Meisterplayoff

### Halbfinale
| Datum              |                     | Ergebnis  |                   | Ort                         |
| ------------------ | ------------------- | --------- | ----------------- | --------------------------- |
| Sa., 23. März 2019 | Eastern Suburbs AFC | 1:0 (0:0) | Canterbury United | Auckland (The Trusts Arena) |
| So., 24. März 2019 | Auckland City FC    | 1:3 (0:1) | Team Wellington   | Auckland (Kiwitea Street)   |

### Finale
| Datum              |                     | Ergebnis  |                 | Ort                              |
| ------------------ | ------------------- | --------- | --------------- | -------------------------------- |
| So., 31. März 2019 | Eastern Suburbs AFC | 3:0 (2:0) | Team Wellington | Auckland (North Harbour Stadium) |